# Oruza rectangulata
Oruza rectangulata är en fjärilsart som beskrevs av W. Warren 1913. Oruza rectangulata ingår i släktet Oruza och familjen nattflyn. Inga underarter finns listade i Catalogue of Life.